# Francesco Carega
Francesco Carega di Muricce (Livorno, 19 marzo 1831 – Roma, 6 luglio 1905) è stato un politico e agronomo italiano.

## Biografia
Fu Deputato del Regno di Sardegna nella VII legislatura, eletto nel Collegio di Viareggio.
Accademico dei Georgofili, gli è stata intitolata una via della sua città natale.